# Asal aswad
Asal aswad, Assal Eswed (arab. عسل إسود; dosł. Czarny miód) – egipski film komediowy z 2010 roku w reżyserii Chalida Mari.

## Fabuła
Film opowiada o Egipcjaninie, Masrim Sajjidzie al-Arabim, który w wieku 10 lat przeprowadził się do Stanów Zjednoczonych. 20 lat później, po śmierci swojego ojca, główny bohater postanawia wrócić do ojczyzny w poszukiwaniu swoich korzeni i wspomnień. Po powrocie doświadcza jednak trudnej rzeczywistości panującej w kraju.

## Obsada
- Ahmad Hilmi - Masri Sajjid al-Arabi
- Idward - Sa’id
- Lutfi Labib - Radi
- Inam Salusa - matka Sa’ida
- Jusuf Dawud - wujek Hilal
- Dżihan Anwar - Ibtisam